# François Comeau
Pour les articles homonymes, voir Comeau.
François Comeau (1859-1954) est un enseignant, éditeur et militant acadien du Canada.

## Biographie
François G. J. Comeau naît en 1859 à Methegan River, en Nouvelle-Écosse. Il est d'abord enseignant mais quitte le métier en 1881, où il est embauché à la Western Counties Railway. Il fonde le journal L'Écho à Methegan en 1884. En 1933, il crée le Cercle d'Études Acadien-Français de Halifax. Il est très actif dans la Société mutuelle l'Assomption et le Comité France-Acadie, en plus de s'impliquer dans le développement du futur Lieu historique national de Grand-Pré. En 1937, il est élu président de la Société Nationale l'Assomption, dorénavant connue sous le nom de Société nationale de l'Acadie. Il devient président du Conseil de la vie française en Amérique la même année; il demande alors, au nom de l'organisme, une plus grande présence du français dans les publications du gouvernement du Canada et dans la ville d'Ottawa. L’Académie française lui décerne le prix de la langue-française en 1938 et 1939. Il meurt en 1954.